# Теракт в Хазаре (2013)
Террористический акт в Хазаре — произошёл 16 февраля 2013 года. В выходной день в Пакистане на рынке Хазары, пригорода Кватты, столицы Белуджистана, прогремел взрыв. Взрывное устройство мощностью эквивалентной 100 кг тротила было спрятано в резервуаре с водой. Взрывчатка была размещена у стены двухэтажного торгового комплекса, который обрушился. В общей сложности погибли по меньшей мере 84 человека и 190 получили ранение. Большинство жертв шииты, против которых и был направлен этот террористический акт. Ответственность за теракт взяла на себя суннитская экстремистская группировка Лашкар-е-Джангви. Месяцем ранее, 10 января, та же группировка провела серию террористических актов в Кветте и Мингоре, в результате которых погибло порядка 130 человек.